# Dębno (Środa Wielkopolska)
Pour les articles homonymes, voir Dębno.
Dębno (prononciation : [ˈdɛmbnɔ]) est un village polonais de la gmina de Nowe Miasto nad Wartą dans le powiat de Środa Wielkopolska de la voïvodie de Grande-Pologne dans le centre-ouest de la Pologne.
Il se situe à environ 5 kilomètres à l'est de Nowe Miasto nad Wartą (siège de la gmina), à 20 kilomètres au sud de Środa Wielkopolska (siège du powiat) et à 48 kilomètres au sud-est de Poznań (capitale régionale).

## Histoire
De 1818 à 1919, Dembno fait partie de l'arrondissement de Pleschen (de) puis à partir de 1887, de l'arrondissement de Jarotschin dans le district de Posen au sein de la province de Posnanie.
De 1975 à 1998, le village faisait partie du territoire de la voïvodie de Poznań.

Depuis 1999, Dębno est situé dans la voïvodie de Grande-Pologne.
Le village possède une population de 230 habitants.